# Sinaasappelhuid

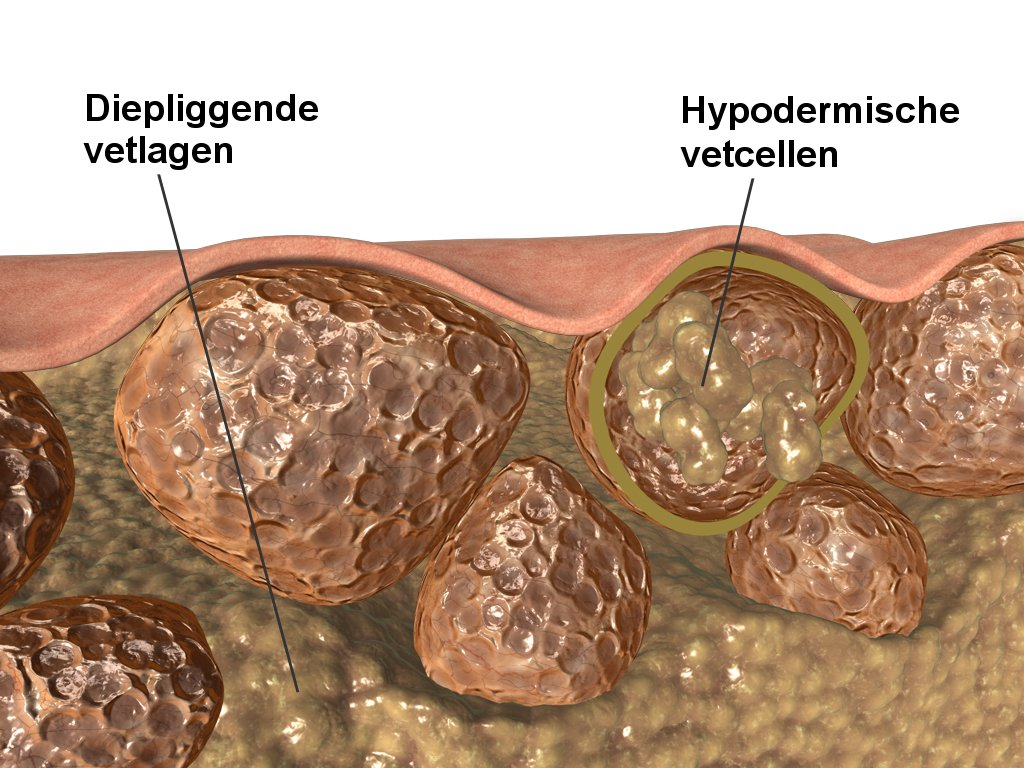
Cellulitis

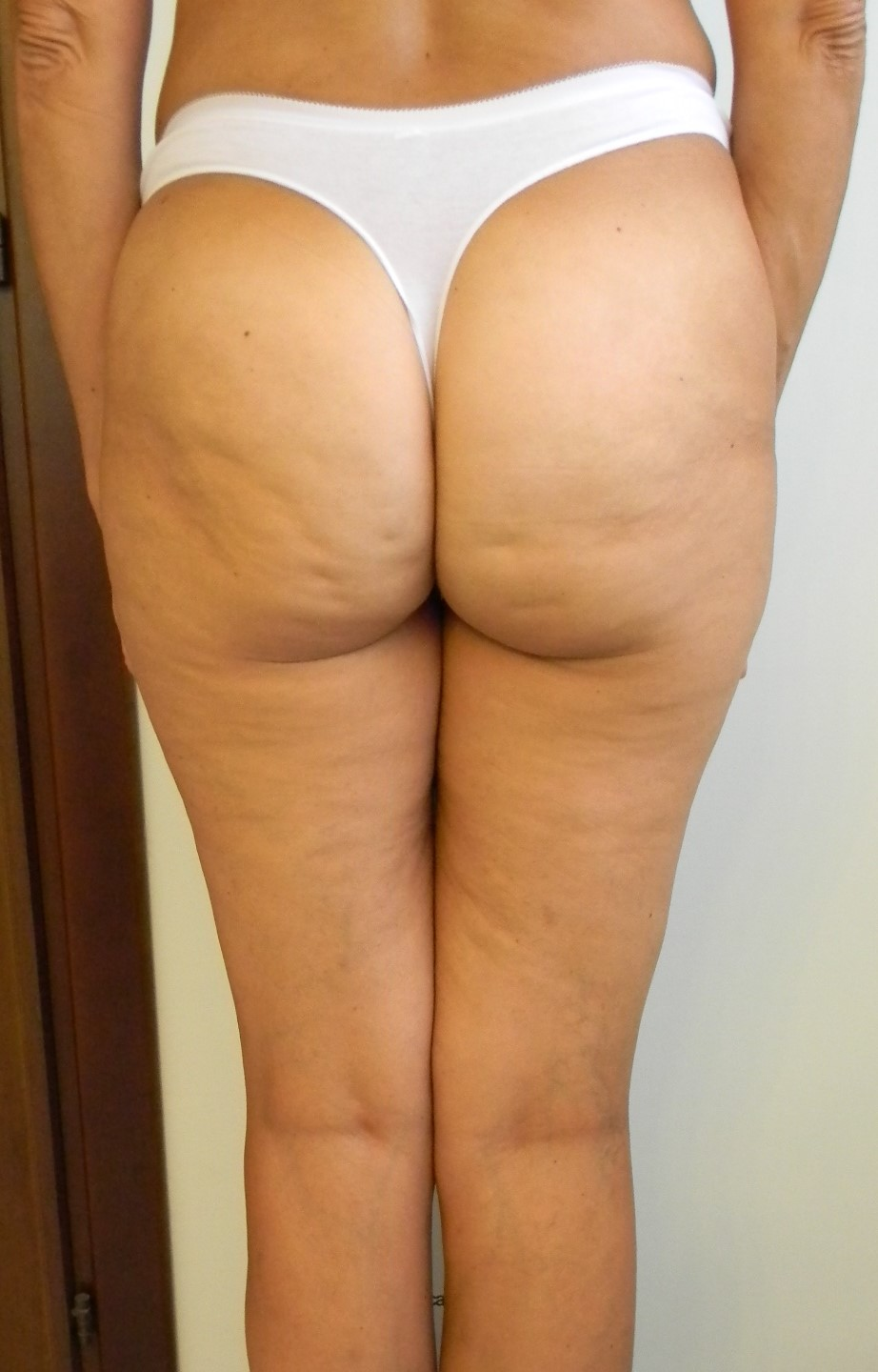
Cellulite

Met cellulite of sinaasappelhuid wordt in de cosmetische industrie een wat bobbelige structuur in de huid en het onderhuids bindweefsel bedoeld. Het is geen ziekte en volkomen onschuldig. De benaming cellulite moet niet verward worden met de medische betekenis van 'cellulitis'. Hiermee wordt een bacteriële infectie van het onderhuidse weefsel bedoeld.
Vooral vrouwen krijgen cellulite op dijen en billen, doordat bij hen enerzijds het vetweefsel voornamelijk onder de huid (hypodermisch) ligt en anderzijds door de cyclische hormoonveranderingen de bindweefselbanden (collageenbanden, retinacula cutis) in het vetweefsel meer of minder opzwellen en zo de laag met collageenbanden zichtbaar maken.
Sinaasappelhuid die nieuw ontstaat in de buurt van een borst is wél een reden om een arts te bezoeken voor nader onderzoek: soms wordt de rimpeling van de huid veroorzaakt door een kwaadaardige tumor.
Cellulite krijgt veel aandacht als schoonheidsprobleem. De bobbelige uitstraling die de huid door cellulite krijgt, past vaak niet in het schoonheidsideaal van slank en strak. Daar tegenover staat dat 80 tot 90% procent van alle volwassen vrouwen in meer of mindere mate cellulite hebben. Cellulite wordt veroorzaakt door de structuur van onderhuids vetweefsel dat eenieder heeft. Toch kunnen de 'putjes' in de huid door een hogere BMI wel zichtbaarder worden. Bij vrouwen met een lagere BMI worden deze putjes minder herkend als cellulite omdat deze minder diep zijn. Schattingen van het aantal vrouwen dat cellulite ondervindt kunnen daardoor oplopen tot 98%, wat het verschijnsel eerder een standaard van het lichaam maakt dan een pathologische afwijking.
Naast overgewicht en aanverwante oorzaken zijn er ook nog andere oorzaken die cellilite versterken. Vrouwelijke hormonen, en dan vooral oestrogeen, versterken het. Dit is ook de reden dat mannen er veel minder last van hebben dan vrouwen. Ook kan etnische afkomst invloed hebben; Aziatische vrouwen ervaren minder cellulite. Daarnaast kan genetische aanleg, vooral in combinatie met roken een verergerend effect hebben.
Er zijn veel manieren om het effect van cellulite te verminderen, de meest voor de hand liggende afvallen, gezond eten en veel bewegen. Ook massages, met name die gericht op bindweefsel, en mogelijk ook cupping zouden enig effect hebben. Speciale zalfjes en behandeling met geluidsgolven en lasers zou mogelijk zijn. Een meer radicale behandeling is liposuctie waarbij vetweefsel wordt weggezogen en daarmee de oorzaak van de cellulite gedeeltelijk wordt weggenomen. Veelal is het effect van behandelingen maar tijdelijk of niet wetenschappelijk bewezen.